# Szumida Rin
Szumida Rin (隅田 凜; Hepburn: Sumida Rin) (Fudzsiszava, 1996. január 12. –) japán válogatott labdarúgó.

## Klub
A labdarúgást a Nippon TV Beleza csapatában kezdte. 2012 és 2018 között a Nippon TV Beleza csapatában játszott. 116 bajnoki mérkőzésen lépett pályára és 13 gólt szerzett. 2019-ben a Mynavi Vegalta Sendai csapatához szerződött.

## Nemzeti válogatott
A japán U17-es válogatott tagjaként részt vett a 2012-es U17-es világbajnokságon. A japán U20-as válogatott tagjaként részt vett a 2016-os U20-as világbajnokságon.
2017-ben debütált a japán válogatottban. A japán válogatott tagjaként részt vett a 2018-as Ázsia-kupán. A japán válogatottban 22 mérkőzést játszott.

## Statisztika
| Japán válogatott | Japán válogatott | Japán válogatott |
| Időszak          | Mérk.            | gól              |
| ---------------- | ---------------- | ---------------- |
| 2017             | 7                | 0                |
| 2018             | 15               | 0                |
| Összesen         | 22               | 0                |

## Sikerei, díjai
Japán válogatott
- Ázsia-kupa:  Arany; 2018
- U20-as világbajnokság:  Bronz; 2016

Klub
- Japán bajnokság: 2015, 2016, 2017, 2018